# Alain Gerbault
Alain Jacques Georges Marie Gerbault (ur. 17 listopada 1893 w Laval, zm. 16 grudnia 1941 w Dili) – francuski żeglarz, jako trzeci człowiek w historii odbył samotny rejs dookoła świata (w latach 1923–1929), tenisista.

## Wczesne lata
Urodził się w zamożnej rodzinie w Laval. Większą część młodości spędził w Dinard, w pobliżu portu Saint-Malo.
Podczas I wojny światowej walczył jako pilot myśliwski. Po zakończeniu wojny próbował pracować jako inżynier. Był znanym tenisistą. W 1922 został finalistą turnieju Monte Carlo Masters, przegrywając w meczu mistrzowskim z Giovannim Balbim di Robecco 1:6, 4:6, 3:6. Prócz tego triumfował w innych zawodach oraz brał udział w rozgrywkach zaliczanych do Wielkiego Szlema.

## Rejs dookoła świata
W 1921 w Anglii Gerbault nabył 39 stopowy slup Firecrest, zbudowany w 1892. 6 czerwca 1923 wypłynął samotnie z Gibraltaru, by po 101 dniach żeglugi dopłynąć do Nowego Jorku. Otrzymał za to Legię Honorową. Swą podróż opisał w książce Seul à travers l’Atlantique wydanej w 1925 (polskie wydanie Sam przez Atlantyk ukazało się w serii "Bibljoteka Dzieł Wyborowych", w tłumaczeniu Stefanii Podhorskiej-Okołów). Powrócił do Europy, pozostawiając jacht w Nowym Jorku.
We wrześniu 1924 Gerbault powrócił do Nowego Jorku i 1 listopada wypłynął z niego na Firecreście w kierunku Bermudów, gdzie dotarł po 16 dniach, podczas których walczył ze sztormem. Po naprawach 25 lutego 1925 wyruszył w stronę Kanału Panamskiego. 1 kwietnia dopłynął do Colón. Następnie po przepłynięciu Kanału Panamskiego pożeglował na Galapagos, a później na Mangareva w Polinezji Francuskiej. 12 października popłynął na Markizy, Tuamotu i Tahiti, dokąd dotarł 14 marca 1926. Następnie popłynął na Bora-Bora, a później na Samoa. Na wyspach Wallis Firecrest wszedł na rafę i doznał poważnych uszkodzeń. Remont trwał cztery miesiące. 9 grudnia Gerbault ponownie wypłynął i 15 grudnia dotarł do Viti Levu na Fidżi. Tam jacht był remontowany do marca.
Kolejne etapy podróży Gerbaulta to Cieśnina Torresa, Wyspy Kokosowe, Mauritius i Reunion. Boże Narodzenie 1927 spędził w Durbanie, a następnie opłynął Przylądek Dobrej Nadziei i dotarł do Kapsztadu. Z tego portu wypłynął 17 marca 1928, zawinął na Wyspę Świętej Heleny oraz Wyspę Wniebowstąpienia i dotarł na Wyspy Zielonego Przylądka. Tam jacht ponownie wszedł na rafę, co spowodowało konieczność kilkumiesięcznego remontu.
Po przezimowaniu na tych Wyspach Gerbault podjął podróż. 26 maja 1929 przeciął wokółziemską pętlę jako trzeci samotny żeglarz w historii (poprzednio dokonali tego Joshua Slocum i Harry Pidgeon). Zawinął jeszcze na Azory i w lipcu 1929 wpłynął do portu w Cherbourgu, a następnie do Hawru, gdzie oficjalnie zakończył swój rejs.
Opublikował dwie kolejne książki opisujące te podróż: À la poursuite du soleil, journal de bord. De New York à Tahiti (W pogoni za słońcem; tłum. Stefania Podhorska-Okołów i Ludwik Szwykowski, 1957; wydanie poszerzone z 1972 także Julian Czerwiński) oraz Sur la route du retour. Journal de bord II de Tahiti vers la France (Na powrotnej drodze; tłum. Ludwik Szwykowski).

## Dalsze życie

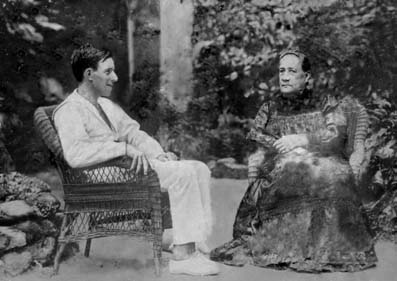
Gerbault z wizytą u królowej Marau na Tahiti

Gerbault po zakończeniu wokółziemskiego rejsu był powszechnie znany we Francji, do czego przyczyniły się również wydane przez niego książki. Odbył wiele podróży do Paryża, Londynu, Nowego Jorku, Brukseli, Madrytu, Barcelony, Wiednia, Pragi i Düsseldorfu, a także siedem razy do Maroka. marzył jednak o powrocie na wyspy Polinezji. Ponieważ Firecrest był już mocno zużyty po wielkim rejsie, rozpoczął budowę nowego jachtu. Nazwał go po prostu Alain Gerbault. Budowa została ukończona w 1931. W październiku tego roku Gerbault wyruszył ponownie samotnie na morze. Przepłynął przez Atlantyk i poprzez Kanał Panamski dostał się na Pacyfik. Po dopłynięciu do Polinezji krążył przez lata pomiędzy wyspami. Napisał wówczas kilka kolejnych książek.
16 grudnia 1941 zmarł na malarię w Dili. W 1947 jego prochy zostały przeniesione na Bora-Bora.

## Upamiętnienie
Józef Łobodowski napisał na cześć żeglarza poemat Powrót Alaina Gerbaulta (1935)